# Tomasz Arabski
Tomasz Arabski, né le 14 avril 1968 à Gdańsk, est un journaliste et homme politique polonais.
Il est chef de la chancellerie de la présidence du Conseil des ministres entre 2007 et 2013, et  ministre sans portefeuille et président du comité permanent du gouvernement de 2011 à 2013.

## Biographie

### Formation et vie professionnelle
Il est diplômé en ingénierie du son de l'Institut de technologie de Gdańsk (en polonais : Politechnika Gdańska). Pendant son cursus, il est actif au sein de l'Association des étudiants indépendants (NSZ). Il collabore initialement avec Radio Free Europe puis Radio ZET.
Il est rédacteur en chef de Radio Plus, une station catholique, à Gdańsk entre 1998 et 2002. Il devient par la suite directeur des programmes de la station à Varsovie puis membre du comité directeur de Radio Gdańsk SA. En 2006, le parti libéral de la Plate-forme civique (PO) propose sans succès sa candidature au Conseil national de la radiodiffusion et de la télévision (KRRiT).

### Parcours politique
Le 16 novembre 2007, Tomasz Arabski est nommé à 39 ans chef de la chancellerie du président du Conseil des ministres par Donald Tusk, qui accède le même jour à la direction du gouvernement. À l'inverse de son prédécesseur Mariusz Błaszczak, il n'est pas ministre sans portefeuille et ne siège donc pas au Conseil des ministres.
Pour les élections législatives du 9 octobre 2011, il est investi par la PO, dont il n'est pas un adhérent, en deuxième position sur la liste conduite par le secrétaire d'État de la chancellerie présidentielle Sławomir Nowak dans la circonscription de Gdańsk. Il remporte le jour du scrutin 7 384 voix préférentielles, soit le onzième score de la Plate-forme civique qui totalise huit députés.
En dépit de cet échec, il est reconduit dans ses responsabilités lors de la formation du second gouvernement de coalition de centre droit de Tusk le 18 novembre suivant. Il se voit en outre confier le titre de ministre sans portefeuille et le poste de président du comité permanent du gouvernement, qui réunit l'ensemble des secrétaires d'État des ministères. C'est la première fois que le chef de la chancellerie exerce également cette responsabilité.

### Après le gouvernement
Tomasz Arabski est relevé de l'intégralité de ses fonctions lors du remaniement ministériel du 25 février 2013. Remplacé par Jacek Cichocki, précédemment ministre de l'Intérieur, il est nommé ambassadeur en Espagne et Andorre deux mois plus tard. Après que Droit et justice a remporté les élections législatives du 25 octobre 2015, il est contraint de quitter son poste le 18 décembre suivant.